# 대초
초, 공식적으로는 대초(大楚)는 여진족이 이끄는 금나라의 지원으로 즉위한 괴뢰 황제 장방창(1081–1127)이 통치한 단명한 중국 왕조로 1127년에 존재했다. 이 왕조는 건국된 지 불과 한 달 만에 폐지되었다.
1127년까지 금나라는 금송 전쟁에서 북중국을 정복하고 정강의 변으로 북송의 수도 카이펑시를 점령했지만, 새로 획득한 영토를 관리할 자원이 부족했다. 직접 병합하는 대신, 1127년에 완충국인 초를 건국했다. 전 송나라 재상이었던 장방창은 새로운 왕조의 황제로 즉위했다. 그는 금나라 관리들과 만나는 것을 제외하고는 황제의 정식 복장을 입는 것을 거부했다. 즉위 제안은 장방창이 거절하기에는 너무 매력적이었지만, 그는 자신의 새로운 역할에 대해 망설였다. 현대 난징시인 건강 (지명)이 초의 수도가 되었다. 전 배우자 송 철종에게서 황후 자리에서 해임되었던 원우황태후의 지지를 얻어 괴뢰 정부의 정통성을 강화했다.
한편, 송나라 황자 한 명이 카이펑 함락에서 탈출했다. 그는 고종 황제로 즉위했다. 이 왕조는 장방창이 부활한 남송의 새로운 통치자로 고종 황제를 인정하기로 동의하면서 끝났다. 장방창은 고종에게 복종했지만, 자살을 강요받아 사형 선고를 받았다. 고종은 금나라와의 외교적 화해에 반대하고 여진족 정부와 협력한 장방창의 처형을 원했던 그의 최고 고문 이강의 압력으로 처형을 명령했다.
장방창과 초 완충국의 제거는 금나라와 송나라가 협상했던 조약을 위반하는 것이었다. 금나라는 송나라와의 전쟁을 재개했다. 이 침략은 북중국에서 송나라 충성파의 계속되는 반란으로 방해를 받았다.

### 인용
1. 1 2  Franke 1994, 229–230쪽.
2. 1 2 3 4 5  Tao 2009, 647쪽.
3. ↑  Franke 1994, 229쪽.
4. 1 2  Tao 2009, 646쪽.
5. ↑  Tao 2009, 646–647쪽.
6. 1 2 3  Franke 1994, 230쪽.
7. 1 2 3  Tao 2009, 649쪽.